# 青年黨 (羅馬尼亞)
青年黨（羅馬尼亞語：Partidul Oamenilor Tineri, POT）是羅馬尼亞的一个政黨，由此前脫離罗马尼亚人团结联盟的眾議院議員安娜玛丽亚·加夫里勒於2023年7月31日成立。2024年羅馬尼亞總統選舉中，青年黨在無黨籍候選人克林·杰奥尔杰斯库之名見於民意調查前即開始支持其參選總統。

## 歷史

2024年羅馬尼亞總統選舉中，青年黨在無黨籍候選人克林·杰奥尔杰斯库之名見於民意調查前即開始支持其參選總統

### 2024年選舉
青年党在2024年的地方選舉中赢得11个地方議會議員席位，但並未参加同年的欧洲议会选举。在同年的國會選舉中，青年党提名了140多名企业家、律师、司机、销售专家、工程师等不同职业的候选人，其中包括许多來自海外的候选人，青年党也成功取得24個眾議院席次與7個参议院席次。

### 支持杰奥尔杰斯库参选总统
青年党曾试图提名安娜玛丽亚·加夫里勒参加2024年的总统选举，但后来放弃計劃，並在内部投票後后选择支持克林·杰奥尔杰斯库参选总统。青年党隨之与杰奥尔杰斯库建立紧密联系，并呼吁杰奥尔杰斯库的支持者在國會选举中投票予青年党。
青年党在TikTok、Instagram與Telegram等社交媒体上主要通過爆紅影片大力开展竞选活动。青年党主席安娜玛丽亚·加夫里勒在Instagram上发布的政治帖文获得近300万个赞好。青年党也举办奖金赠送活动与最佳帖文竞赛以宣传自身与杰奥尔杰斯库，並鼓励帖文使用主題標籤“#POT”。2024年的总统选举最終因杰奥尔杰斯库被揭發未申報其接受的100萬欧元政治献金而被羅馬尼亞憲法法院宣告作廢。

### 衰落
青年党在2025年的总统选举中支持罗马尼亚人团结联盟黨籍候選人喬治·西米翁，而在西米翁於第二轮投票中败予無黨籍候選人布加勒斯特市長尼庫紹爾·達恩後，6名眾議院议员与5名参议院议员以青年党“背离其最初的价值观”為由退出青年党，使青年党失去在參議院的議會黨團。

## 意識形態
青年党一般被認為是右翼、主权主义、反建制、民族主義、特朗普主义與右翼民粹主義的政黨。青年黨反對墮胎權，並提倡疫苗猶豫。青年党自称為传统與基督教价值观的支持者。青年党支持自由市場经济。尽管安娜玛丽亚·加夫里勒曾宣称“我们过去是欧洲人，将来也继续是欧洲人”，大多数组织和政治领导人认为青年党信奉歐洲懷疑主義。
青年党自認為是中間偏右的政党。青年党並無明确的政治纲领，並只支持“罗马尼亚的使命”。青年党在其公開言论中经常使用诸如信仰、上帝、奇跡等词汇。青年党被罗马尼亚媒体普遍认为是分裂自罗马尼亚人团结联盟的政党，並尖锐批评社会民主党与国家自由党。青年党支持動物權利，几名青年党籍國會议员於2025年4月提交了一項加强对狗等动物的保护並解决街头流浪狗问题的法案。

## 選舉結果

### 國會選舉
| 选举年 | 眾議院  | 眾議院 | 眾議院   | 參議院  | 參議院 | 參議院  | 位置  | 結果                                                                                     |
| 选举年 | 得票    | ％     | 席次     | 得票    | ％     | 席次    | 位置  | 結果                                                                                     |
| ------ | ------- | ------ | -------- | ------- | ------ | ------- | ----- | ---------------------------------------------------------------------------------------- |
| 2024   | 596,736 | 6.46   | 24 / 331 | 591,927 | 6.39   | 7 / 134 | 第6名 | 社會民主黨、國家自由黨、罗马尼亚马扎尔民主联盟少數派政府的反對黨（2024年—2025年）        |
| 2024   | 596,736 | 6.46   | 24 / 331 | 591,927 | 6.39   | 7 / 134 | 第6名 | 社會民主黨、國家自由黨、拯救羅馬尼亞聯盟、罗马尼亚马扎尔民主联盟政府的反對黨（2025年起） |

### 總統選舉
| 选举年 | 候选人                | 首轮      | 首轮   | 首轮  | 次轮           | 次轮           | 次轮           |
| 选举年 | 候选人                | 得票      | %      | 名次  | 得票           | %              | 名次           |
| ------ | --------------------- | --------- | ------ | ----- | -------------- | -------------- | -------------- |
| 2024   | 支持克林·杰奥尔杰斯库 | 2,120,401 | 22.94% | 第1名 | 選舉被宣告作廢 | 選舉被宣告作廢 | 選舉被宣告作廢 |
| 2025   | 支持喬治·西米翁       | 3,862,761 | 40.96% | 第1名 | 5,339,053      | 46.40%         | 第2名          |